# Узунбулак (Баянаульський район)
Узунбула́к (каз. Ұзынбұлақ) — село у складі Баянаульського району Павлодарської області Казахстану. Адміністративний центр Узунбулацького сільського округу.
Населення — 518 осіб (2021; 720 у 2009, 893 у 1999, 775 у 1989).
Національний склад станом на 1989 рік:
- казахи — 74 %

Станом на 1989 рік село називалось Узун-Булак.